# Ак-Торпок
Ак-Торпок (кирг. Ак-Торпок) — село в Московском районе Чуйской области Кыргызстана. Входит в состав Ак-Сууского аильного округа. Код СОАТЕ — 41708 217 804 03 0.

## География
Село расположено на левом берегу реки Ак-Суу, на расстоянии приблизительно 4 км по прямой к юго-западу от села Беловодское — административного центра района. Абсолютная высота — 866 метров над уровнем моря.

## Население
| Год     | 2009 | 2014 | 2015 |
| ------- | ---- | ---- | ---- |
| человек | 276  | 416  | 428  |